# カクテルドレス

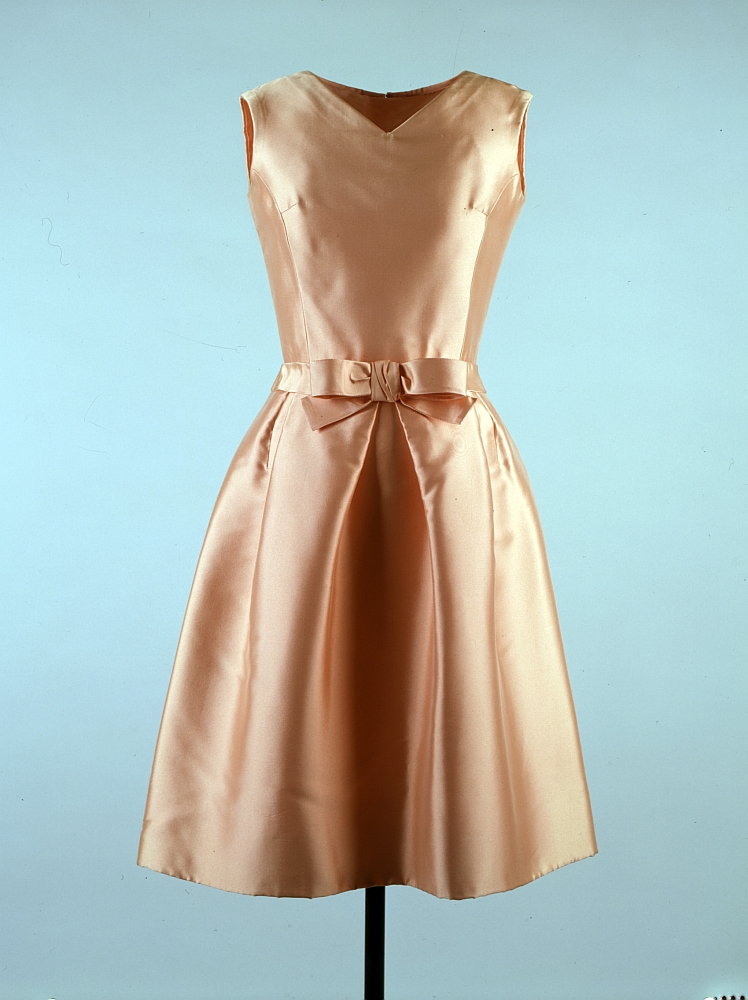
カクテルドレスの一例（1962年デザイン）

カクテルドレスは、カクテルパーティーや夕方のフォーマルな集いに着るドレスのことである。
アフタヌーンドレスとイブニングドレスの中間にあたるもので、丈の短いイブニングドレスの呼称。形態は、婦人服の流行により、ドレッシーであったり、スポーティーであったりする。
本式のイブニングドレスの豪華さに比べ、粋さ、シックさが求められる。
流行によってはカクテルハットと呼ばれる小型で装飾性に富む室内用帽子をかぶる。オペラグローブと呼ばれる肘上まである長い手袋を併せて着用することもある。
先進国では生活水準が向上するにつれ、人件費が高騰し、家事使用人を雇うことが難しくなり、夕食で給仕が必要な晩餐より、酒とつまみを用意すれば、給仕人が不要のカクテルパーティーが好まれるようになり広まった。